# Ciceronianismus
Ciceronianismus ist ein moderner Begriff, der die Haltung lateinisch schreibender Autoren bezeichnet, die den antiken Redner und Schriftsteller Marcus Tullius Cicero als maßgebliches Vorbild betrachten. Das Wort ist von der antiken Bezeichnung Ciceronianus („Ciceronianer“, „ciceronianisch“) abgeleitet; sie wurde in der Antike für jemanden verwendet, der Ciceros Werke eifrig studierte und ihren Stil nachahmte. Gemeint ist Nachahmung der Sprache Ciceros und ein Bekenntnis zu seinem Bildungsideal, der Verbindung von Weisheit (sapientia) und Beredsamkeit (eloquentia). Übereinstimmung mit seinen philosophischen oder politischen Ansichten ist damit oft, aber nicht notwendigerweise verbunden. Manchmal äußert sich der Ciceronianismus auch in einer Vorliebe für die von Cicero bevorzugten Literaturgattungen und besonders für die Dialogform. 
Als Theorie wurde der Ciceronianismus im 1. Jahrhundert n. Chr. von dem Rhetoriklehrer Quintilian begründet. Quintilian hielt Cicero für den vorbildlichen Redner schlechthin und schrieb, dass Ciceros Name nicht für eine bestimmte Person, sondern für die Beredsamkeit selbst stehe. Damit erhob er Ciceros Ausdrucksweise zur Norm für die rhetorische Bildung. Da Quintilian sehr einflussreich war, prägte seine Auffassung das Schulwesen. Er hielt die Rhetorik seiner Zeit für korrumpiert, kindisch und schwülstig; ihr stellte er das Leitbild Cicero entgegen. Da es sich somit um eine Berufung auf ein „klassisches“ Ideal aus der Vergangenheit handelt, an dem sich die als minderwertig eingestufte Gegenwart zwecks Gesundung orientieren soll, ist der Ciceronianismus eine Form des Klassizismus. 
Der Pionier des Renaissance-Humanismus Francesco Petrarca (1304–1374), ein enthusiastischer Ciceroverehrer, betonte die Vorbildlichkeit Ciceros. Er war aber kein echter Ciceronianer, da er in seinen lateinischen Werken trotz der Cicero-Nachahmung erheblich von dem Vorbild abwich und sein Latein auch von Seneca und Augustinus beeinflusst war. Spätere Humanisten, die konsequente Ciceronianer waren, warfen ihm dies vor und lehnten ihn daher ab. Erst in der folgenden Generation entstand der eigentliche Ciceronianismus, der Cicero zur ausschließlichen Autorität machte und jede Konzession an den Stil anderer antiker oder gar nachantiker Autoren ausschloss.
Strenge, radikale Ciceronianer gingen so weit, alle Wörter und Redewendungen, die nicht bei Cicero vorkommen, zu meiden. Aus der Sicht ihrer Gegner behinderte diese extrem konservative Position die Individualität und Originalität. Die Frage, wie weit die Cicero-Nachahmung gehen soll, war heftig umstritten. Von radikal ciceronianischer Seite wurde argumentiert, man könne einen guten lateinischen Stil nur nach einem Vorbild lernen. Daher solle man sich den besten Autor, Cicero, zum Vorbild nehmen und sich auf seinen Stil beschränken, da es nichts Besseres gebe. Damit könne man die höchste in der Geschichte der lateinischen Literatur erreichte Perfektion festhalten und Verfallserscheinungen vorbeugen. Die Gegner, die gewöhnlich gemäßigte Ciceronianer waren, wiesen darauf hin, dass Cicero selbst mehr als einen einzigen Stil gebrauchte und der Meinung war, man solle sich stilistisch den Erfordernissen der jeweiligen Situation flexibel anpassen.
Zu den radikalen Ciceronianern unter den Renaissance-Humanisten zählten Gasparino Barzizza, Guarino da Verona, Paolo Cortesi, Ermolao Barbaro und Pietro Bembo.
Erasmus von Rotterdam († 1536), der selbst ein Bewunderer Ciceros war, bekämpfte den radikalen Ciceronianismus in seiner 1528 erschienenen Schrift Ciceronianus oder Über die beste Art des Redens. Ab der zweiten Hälfte des 16. Jahrhunderts nahm unter den Gelehrten das Interesse am Ciceronianismus ab, zumal da nun griechische Autoren stärker in den Vordergrund traten. Im Schulwesen jedoch hatte sich der Ciceronianismus völlig durchgesetzt und konnte seine Vorherrschaft dauerhaft behaupten. Noch heute ist das im gymnasialen Unterricht gelehrte Latein stark am Sprachgebrauch Ciceros orientiert.

## Textausgaben
Joann Dellaneva und Brian Duvick (Hrsg.): Ciceronian Controversies. Harvard University Press, Cambridge (Mass.) 2007, ISBN 978-0-674-02520-2 (lateinische Quellentexte zu den humanistischen Kontroversen um den Ciceronianismus mit englischen Übersetzungen)      